# Lipkeidae
Lipkeidae é uma família de medusas da ordem Stauromedusae. Vivem fixas no fundo do mar.

## Géneros
- Lipkea Vogt, 1886